# Red Hawk

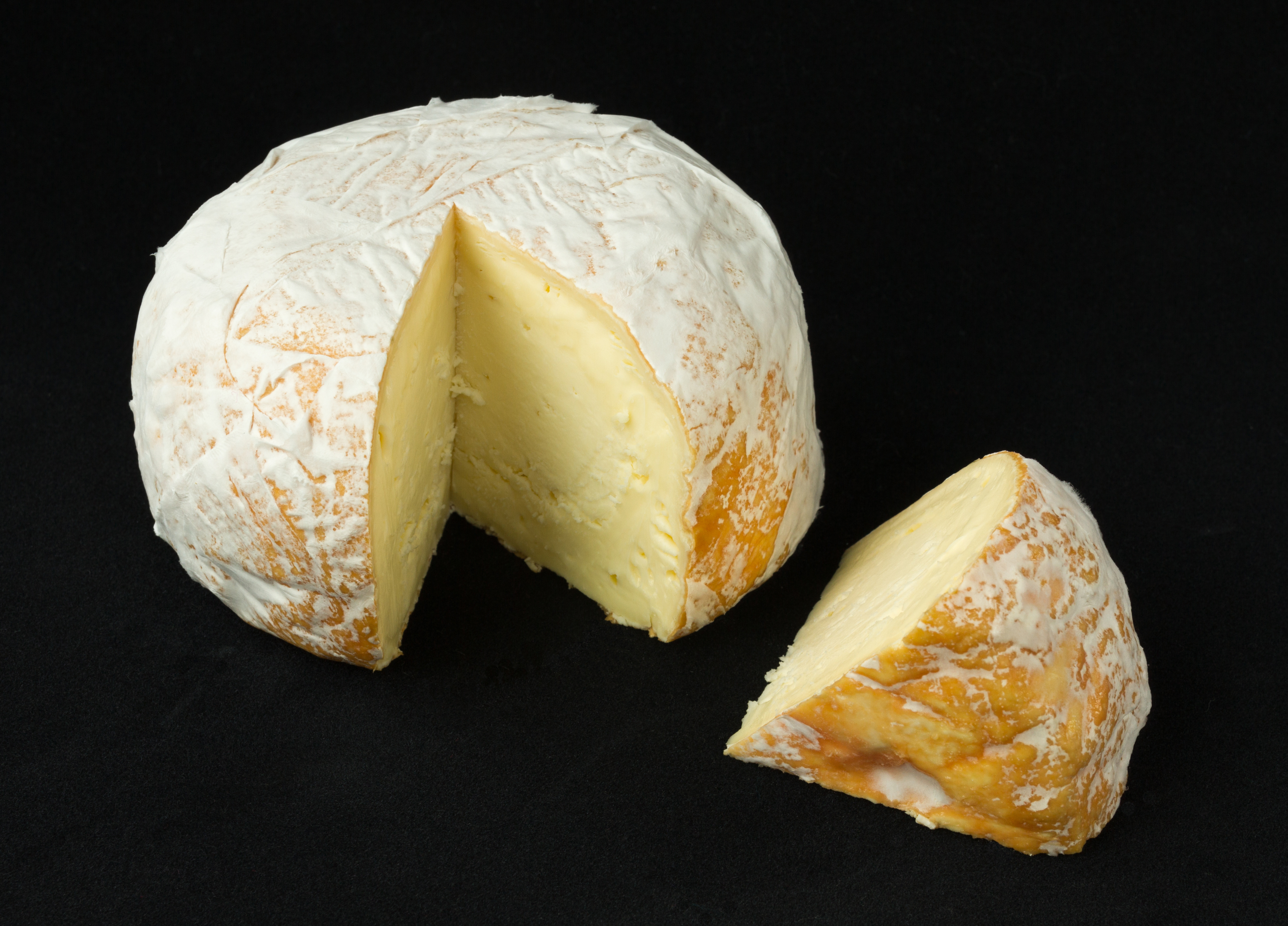
Red-Hawk-Käse aus Kalifornien.

Red Hawk ist ein von der Käserei Cowgirl Creamery seit 2001 in Point Reyes Station, Kalifornien, hergestellter Doppelrahmkäse. Der Name ist von der englischen Bezeichnung des Rotschulterbussards abgeleitet und spielt auf die orange-rötliche Rinde des reifen Käses an. Auf der 20. Konferenz der American Cheese Society im Jahr 2003 wurde der Käse unter 615 Mitbewerbern als „Best of Show“ ausgezeichnet.
Unter der orange-rötlichen Rinde des Red Hawk verbirgt sich der butterfarbene Kern, dessen Konsistenz sich im Verlauf der Lagerung verändert, dabei aber nicht so weich zerläuft wie etwa ein Brie. Der Geschmack des Käses wird als „kräftige und komplexe Mischung aus Aromen von weißen Champignons und Sardellen“ beschrieben.
Der Red Hawk wird aus pasteurisierter Kuhmilch aus ökologischer Rinderhaltung hergestellt, die von lokalen Anbietern in Marin County bezogen wird. Während seines Herstellungsprozesses ist der Käse dem Bakterium Brevibacterium linens ausgesetzt und entwickelt auf diese Weise seinen typischen Geschmack und seine Rindenfarbe. Nach einer Reifezeit von vier Wochen gelangt das Produkt in den Handel.
Seine Herkunft verdankt der Red Hawk einem Zufall. Nachdem eine Charge der ebenfalls von der Cowgirl Creamery hergestellten Sorte Mt. Tam als verdorben in einem Raum der Käserei abgestellt wurde, stellte sich Wochen später heraus, dass der Käse von B. linens befallen war und sich dadurch geschmacklich verbessert hatte. Das Ergebnis überzeugte die Käsemacher und so begannen sie gezielt mit der Herstellung von Red Hawk.